# Incendio di Johannesburg del 2023
L'incendio di Johannesburg del 2023 è un incendio avvenuto il 31 agosto 2023, intorno all'01:30, in un edificio abbandonato occupato illegalmente a Johannesburg, in Sudafrica; 77 persone sono state uccise e altre 88 sono rimaste ferite. È stato uno degli incendi più mortali nella storia del Sudafrica.

## L'edificio
L'edificio, situato al civico 80 di Albert Street, fu costruito nel 1954 come sede centrale del Dipartimento per gli Affari Non-Europei di Johannesburg. Dal 1994 l'edificio ha ospitato un ricovero per donne, poi denominato Ricovero per donne di Usindiso. Nel 2019, le attività pubbliche all'interno dell'edificio vennero spostate in quanto occupato da abusivi e ritenuto non sicuro.
L'edificio è contrassegnato da una targa storica che ne racconta la storia.

## Incendio
Controllato da gang criminali, l'edificio era occupato illegalmente da circa 400 persone povere, molte delle quali cittadini stranieri, migranti economici e richiedenti asilo, a cui veniva addebitato l'affitto dalle bande. Al momento non è nota la causa dell'incendio. Il fuoco si è diffuso nell'edificio, intrappolando molte persone a causa delle fragili partizioni e dei cancelli tra le stanze improvvisate costruite dai residenti.
Molti residenti si sono lanciati dalle finestre dell'edificio per scappare, alcuni dei quali non sono sopravvissuti al salto. I vigili del fuoco hanno trovato corpi ammucchiati dove erano morti davanti a un cancello chiuso a chiave al piano terra mentre cercavano di uscire dall'edificio in fiamme.

## Conseguenze
L'incendio ha attirato l'attenzione sulle centinaia di edifici occupati nel centro di Johannesburg. Si tratta di edifici tipicamente sovraffollati, abitati da persone povere ed emarginate, tra cui un gran numero di migranti privi di documenti.
Alcuni residenti sopravvissuti all'incendio si sono rifiutati di salire a bordo degli autobus per essere trasferiti in alloggi di emergenza nelle sale comunitarie dopo l'incendio, temendo che il trasferimento sarebbe stato utilizzato dai funzionari come scusa per la deportazione e non essendo disposti a lasciare dietro di sé i resti dei loro averi all'interno dell'edificio bruciato.

## Risposta
Il presidente Cyril Ramaphosa ha visitato il luogo della tragedia il 31 agosto, definendolo un "campanello d'allarme". Il premier del Gauteng Panyaza Lesufi ha annunciato un'inchiesta sull'incendio. Mentre i funzionari governativi hanno attribuito la situazione alle ONG, che avevano impedito i precedenti tentativi di sfrattare gli occupanti da proprietà simili, le ONG e i proprietari privati di edifici occupati nei centri urbani hanno sostenuto che era dovere della città di Johannesburg mantenere gli edifici, fornire servizi e far rispettare le norme di sicurezza. I tribunali del Sudafrica hanno costantemente stabilito che gli sfratti non possono procedere a meno che non venga fornito un alloggio alternativo ai sensi delle disposizioni della legge sulla prevenzione degli sfratti illegali del 1998.